# Еленкин, Александр Александрович
Алекса́ндр Алекса́ндрович Еле́нкин (1873—1942) — российский учёный-ботаник, профессор.

## Биография
Родился в Варшаве в семье военного инженера, дворянин по происхождению.
В 1897 году окончил отделение естествознания физико-математического факультета Варшавского университета.
С 1898 работал в Петербургском ботаническом саду (с 1931 — Ботанический институт АН СССР), где основал гербарий низших растений и мохообразных и создал школу флористов-систематиков споровых растений («школа Еленкина»). В 1905—1906 гг. изучал мхи и лишайники в районе Кольского залива, а также водоросли Баренцева моря на Мурманской морской биологической станции в Александровске (Полярный) и в Мурманской научно-промысловой экспедиции под руководством Л. Л. Брейтфуса.

## Научная деятельность
Внёс большой вклад в изучение водорослей (автор монографии «Синезелёные водоросли СССР», в. 1—2, 1936—1949), грибов, лишайников (автор теории эндопаразитосапрофитизма, согласно которой гриб в лишайнике паразитирует на живых водорослях и сапрофитно питается отмирающими) и мхов (автор «Флоры мхов Средней России», 1909).
Предложил новый принцип классификации таксонов (комбинативная система).

### Некоторые научные труды
- Флора лишайников Средней России. Ч. 1. Предисловие. Общая часть. Систематическая часть: сем. Umbilicariaceae, Parmeliaceae, Stereocaulaceae. — Юрьев: Тип. К. Маттисена, 1906. — 184 с.+IV табл.
- Флора лишайников Средней России. Ч. 2. Сем. Lecanoraceae, Pertusariaceae, Candelariaceae, Theloschistaceae, Lecideaceae (от рода Baeomyces до Psora включительно). — Юрьев: Тип. К. Маттисена, 1907. — 360 с.+IX табл.
- Флора мхов Средней России. Часть 1. — Юрьев: Тип. К. Маттисена, 1909. — 238 с.+VII табл.
- Флора лишайников Средней России. Части 3-я и 4-я. — Юрьев: Тип. К. Маттисена, 1911. — 684 с.+XI табл
- Мхи и лишайники. Определитель и руководство к сбору и хранению. — Л.: Научн. книгоизд-во, 1930. — 180 с. — (Определители растений. Биб-ка журн. «В мастерской природы»).
- Синезеленые водоросли СССР. Монография пресноводных и наземных Cyanophyceae, обнаруженных в пределах СССР. Общая часть / Отв. ред. В. П. Савич; Ботан. ин-т АН СССР. — М.—Л.: Изд-во АН СССР, 1936. — 683 с.
- Синезеленые водоросли СССР. Монография пресноводных и наземных Cyanophyceae, обнаруженных в пределах СССР. Специальная (систематическая) часть. Вып. I / При участии М. М. Голлербаха, Е. К. Косинской и В. И. Полянского; отв. ред. В. П. Савич; Ботан. ин-т АН СССР. — М.—Л.: Изд-во АН СССР, 1938. — 984 с.
- Грибы, их строение, жизнь и значение. — Л.: Учпедгиз (Лен. отд.), 1938. — 119 с. — (Биб-ка учителя ср. шк. Серия естествознания). — совместно с М. М. Голлербахом
- Синезеленые водоросли СССР. Монография пресноводных и наземных Cyanophyceae, обнаруженных в пределах СССР. Специальная (систематическая) часть. Вып. II. III. Hormogoneae (Geitl.) Elenk. (окончание) / АН СССР; Ботан. ин-т им. В. Л. Комарова; отв. ред. В. И. Савич. — М.—Л., 1949. — 1908 с.